# Karítsa (ort i Grekland, Mellersta Makedonien)
Karítsa är en ort i Grekland.   Den ligger i prefekturen Nomós Pierías och regionen Mellersta Makedonien, i den norra delen av landet, 270 km norr om huvudstaden Aten. Karítsa ligger 20 meter över havet och antalet invånare är 2 225.
Terrängen runt Karítsa är varierad. Närmaste större samhälle är Kateríni, 9,3 km norr om Karítsa. Trakten runt Karítsa består till största delen av jordbruksmark.